# 愛してる (風味堂の曲)
「愛してる」（あいしてる）は、風味堂の6枚目のシングル。2006年8月23日発売。発売元はビクターエンタテインメント。

## 解説
テレビ朝日水曜21時枠刑事ドラマ 『PS羅生門』主題歌。
この曲で初のオリコンTOP10入りを果たした。FM802のOSAKAN HOT100で数週に渡って1位を獲得。また同番組の2007年年間ランキングでは11位だった。

## トラック
1. 愛してる
（作詞・作曲:渡和久、編曲:森俊之・風味堂）
2. YOUR STORY
（作詞・作曲:渡和久、編曲:森俊之・風味堂）
3. Get Out
（作詞・作曲:渡和久、編曲:風味堂）